# Saoussen Yacoubi
Saoussen Yacoubi – tunezyjska zapaśniczka walcząca w stylu wolnym. Złota medalistka mistrzostw Afryki w 1996 roku.